# 法政通り商店街
座標: 北緯35度34分20.5秒 東経139度39分21.1秒 / 北緯35.572361度 東経139.655861度法政通り商店街（ほうせいどおりしょうてんがい）とは東急東横線・武蔵小杉駅南口より出て徒歩3分、府中街道渡ってすぐより始まる全長250mの商店街。店舗数約100店。神奈川県川崎市中原区の小杉町・市ノ坪・今井南町に跨る。商店街の中央を横切るように二ヶ領用水が流れる。

## 名前の由来
商店街の先に法政大学第二中・高等学校があり通学路になっていることから。学校との交流もある。

## イベント
年間を通じて多くのイベントを実施しているが、特にこの商店街を特徴づけるものとして「全長80mそうめん流し大会」、針金ハンガーを骨組みとして用いたねぶたとペットボトルを利用した竿燈が練り歩く「夜みこし」がある。両イベントとも10年以上の歴史がある。また二ヶ領用水を利用したイベントも行われている。

## 最寄駅
- 東急東横線・目黒線、JR南武線・横須賀線 武蔵小杉駅